# تايلر مورغان
تايلر مورغان (بالإنجليزية: Tyler Morgan)‏ هو لاعب اتحاد الرغبي بريطاني، ولد في 11 سبتمبر 1995 في نيوبورت في المملكة المتحدة.

## وصلات خارجية
- تايلر مورغان عل موقع إسبنسكروم (الإنجليزية)
- تايلر مورغان على موقع ItsRugby.co.uk (الإنجليزية)